# Enrico Del Debbio

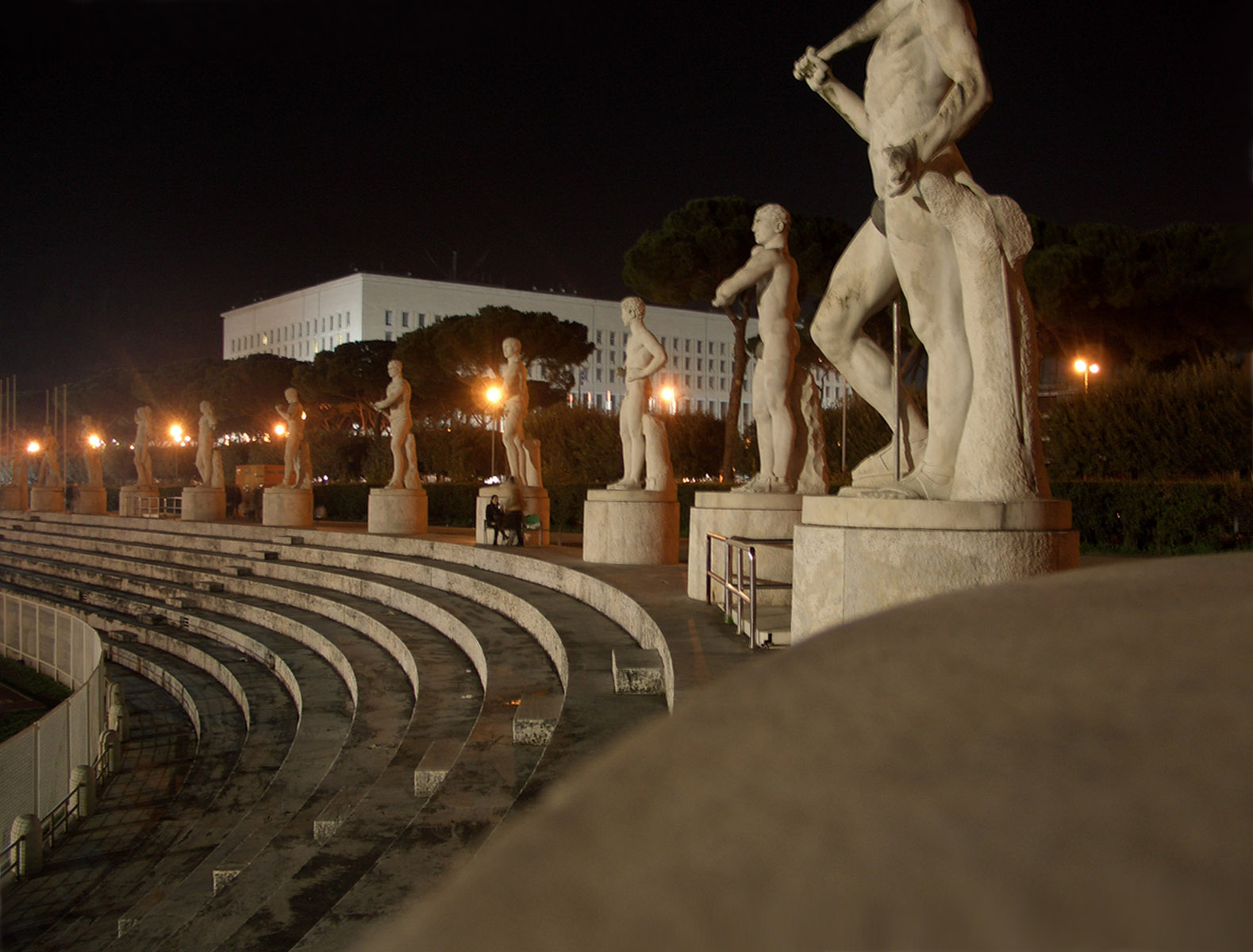
Foro Italico, Stadio dei Marmi
e it.

Enrico Del Debbio (26 de maio de 1891 Carrara, Itália — 12 de julho de 1973 (82 anos) Roma, Itália), foi um arquiteto e professor universitário italiano.
Del Debbio desenvolveu sua principal atividade durante o período da ditadura de Benito Mussolini, como projetista do Foro Mussolini e do vizinho " Palazzo del Littorio", idealizado como sede do Partido Fascista, mas que acabou sendo sede do Ministério das Relações Exteriores [it] sob o nome de "Palazzo della Farnesina". Ocasionalmente também foi influenciado pela corrente do razionalismo, mas suas principais obras desse período são típicas da "arquitetura de dominação [de]".
Del Debbio foi professor da Faculdade de Arquitetura de Roma de 1922 a 1962, onde se tornou diretor do instituto de desenho e relevo de monumentos de 1957 a 1964. e membro da Comissão de Estudos Urbanos e da Comissão Municipal de Construção de Roma de 1952 a 1968. Depois de 1945, seus edifícios foram mais baseados no exemplo do modernismo escandinavo. Seu currículo, como o de Marcello Piacentini, pode ser considerado um exemplo de flexibilidade, adaptabilidade pragmatismo e continuidade entre sistemas na classe arquitetônica italiana do século XX.